# Laurids Christoffer Ulfeldt
Laurids Christoffer Ulfeldt (14. september 1678 – 26. december 1762 i Køge) var en dansk søofficer og sidste mand af slægten Ulfeldt.
Han var søn af ritmester, senere major Frederik Ulrik Ulfeldt (1650-1699) og Anne Grubbe (død 1679), gjorde karriere i Flåden og endte som schoutbynacht. Omkring 1700 var han i Wien, 1710 var han chef for orlogsskibet Christianus Qvintus og blev samme år kaptajn, 1712 blev han kommandørkaptajn, og i 1720 var han chef for linjeskibet Wenden og var blevet kommandør. Han deltog i flere slag under Den Store Nordiske Krig.
1720 ægtede han i København Catharine Due (31. oktober 1677 – 2. november 1768 i Køge). Han og hustruen er begravet i Køge Kirke, hvor en marmortavle er opsat.